# Kirguistán en los Juegos Olímpicos de la Juventud 2018
Kirguistán compitió en los Juegos Olímpicos de la Juventud 2018 en Buenos Aires, Argentina, celebrados entre el 6 y el 18 de octubre de 2018. Su delegación estuvo conformada por 13 atletas en 7 disciplinas y obtuvo dos medallas plateadas y una medalla de bronce.

## Medallero
| Medalla       | Oro | Plata | Bronce | Total |
| ------------- | --- | ----- | ------ | ----- |
| Total oficial | 0   | 2     | 1      | 3     |

## Baloncesto
Kirguistán clasificó a un equipo masculino basado en el Ranking de la Federación Nacional Sub-18 3x3.
- Torneo masculino - 1 equipo de 4 atletas

## Esgrima
Kirguistán clasificó a un atleta por su desempeño en el Campeonato Mundial de 2018.
- Individual masculino - Khasan Boudunov

## Levantamiento de pesas
Kirguistán calificó a un atleta por su desempeño en el Campeonato Juvenil Asiático 2018.
- Eventos masculinos - 1 plaza